# Marché d'Apt
Le marché d'Apt est un marché hebdomadaire qui se tient tous les samedis en ville depuis le début du XVIe siècle. C'est l'un des plus anciens et des plus animés marchés de Provence.

## Historique
Les textes des archives d'Apt font état d'un premier marché hebdomadaire qui fut créé dès le XIIe siècle. Sa tenue fut définitivement fixée grâce à deux René. Tout d’abord le Roi René qui en 1470 accorda à la cité le droit de tenir marché tous les mardis. Puis en 1523, René de Savoie, dit le Grand Bâtard, comte de Tende et gouverneur de Provence, qui le déplaça du mardi au samedi matin.

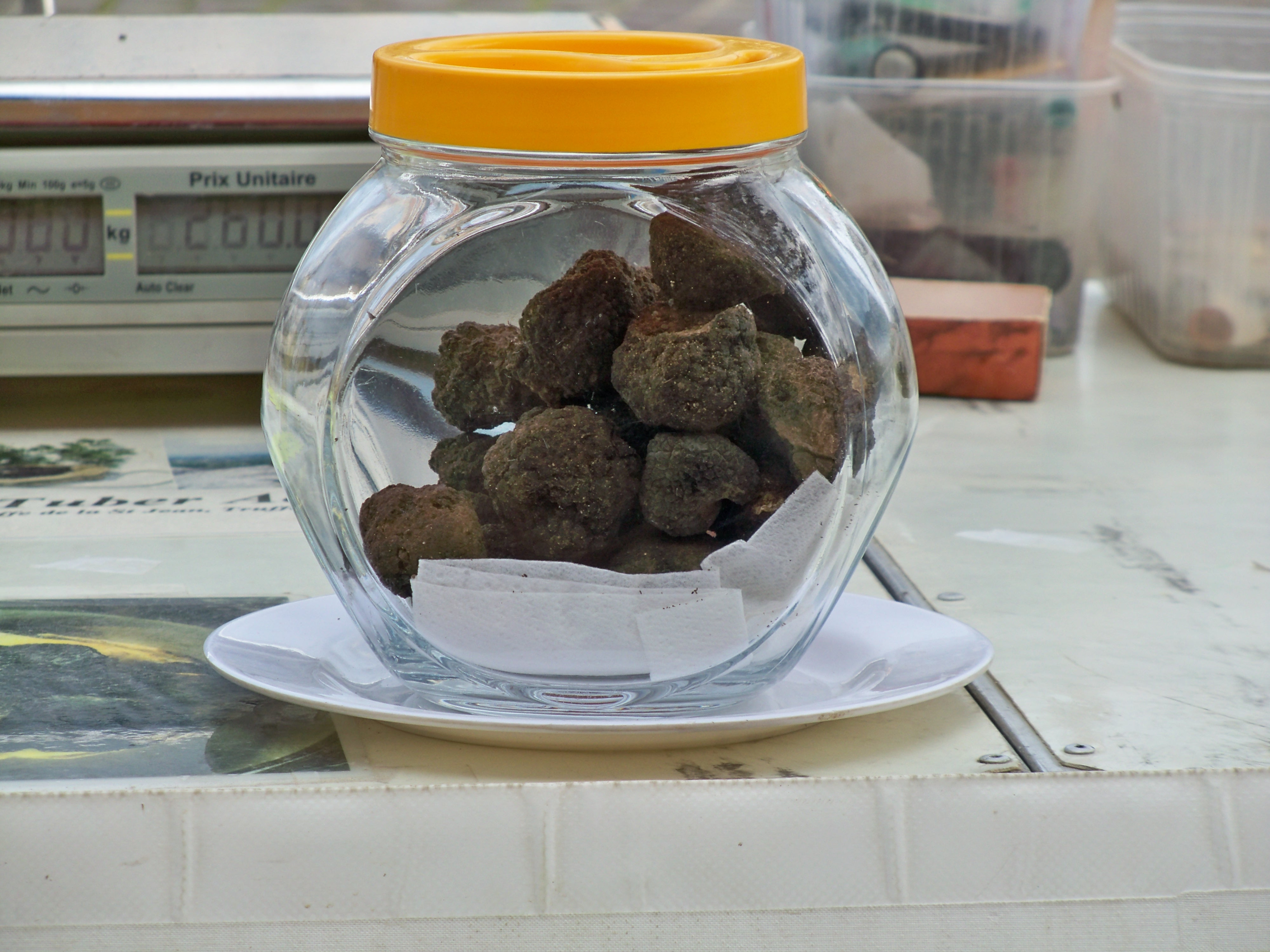
Truffes au marché du samedi à Apt

Joseph Talon, originaire de Saint-Saturnin-d'Apt, ayant découvert le moyen d'augmenter ses récoltes de truffes en plantant des glands de chênes truffier, sa famille fit fortune. Son fils Hilarion, chaque semaine, apportait de 15 à 20 kilogrammes au marché d'Apt.
On sait, qu'en 1875, la commune de Saint-Saturnin, commercialisait six tonnes de truffes. Il est à souligner qu'en 1869 le marché aux truffes le plus important de Vaucluse n'était pas celui de Carpentras mais celui d'Apt, c'est ce qu'avance, preuves à l'appui, Henri Bonnet, un notable vauclusien :
« La production [en truffes] de l'arrondissement d'Apt doit être double de celle de l'arrondissement de Carpentras. C'est pleinement confirmé par les apports faits sur les deux marchés principaux du département de Vaucluse. Sur celui d'Apt, le premier et le plus important, il arrive habituellement de 15 à 1600 kilog. de Truffes et environ de 8 à 900 kilog. sur celui de Carpentras. Nous n'ignorons pas que les tubercules vendus à Apt ne sortent pas tous des Truffières de l'arrondissement, que les marchands des Basses-Alpes, des portions du Var et des Bouches-du-Rhône avoisinant le Vaucluse, et ceux même d'une partie de l'arrondissement de Carpentras apportent leurs Truffes à Apt. Nous avons voulu établir, seulement la supériorité du marché de cette ville et fournir des preuves à l'appui de cette assertion. Il est incontestable, néanmoins, que les négociants de Carpentras enlèvent la presque totalité de ces champignons et que le commerce de ces messieurs amène dans leur pays les sommes importantes accusées par leurs journaux et dont nous sommes loin de contester la réalité. Au reste, ce n'est pas seulement comme préparateurs de Truffes que les négociants de cette ville ont acquis de la réputation; ils la méritent aussi par une entente des affaires et une activité commerciale que leurs concurrents aptésiens auraient avantage à imiter ».
En 1909, il en fut vendu 35 000 kilogrammes au marché d'Apt.

## Déroulement

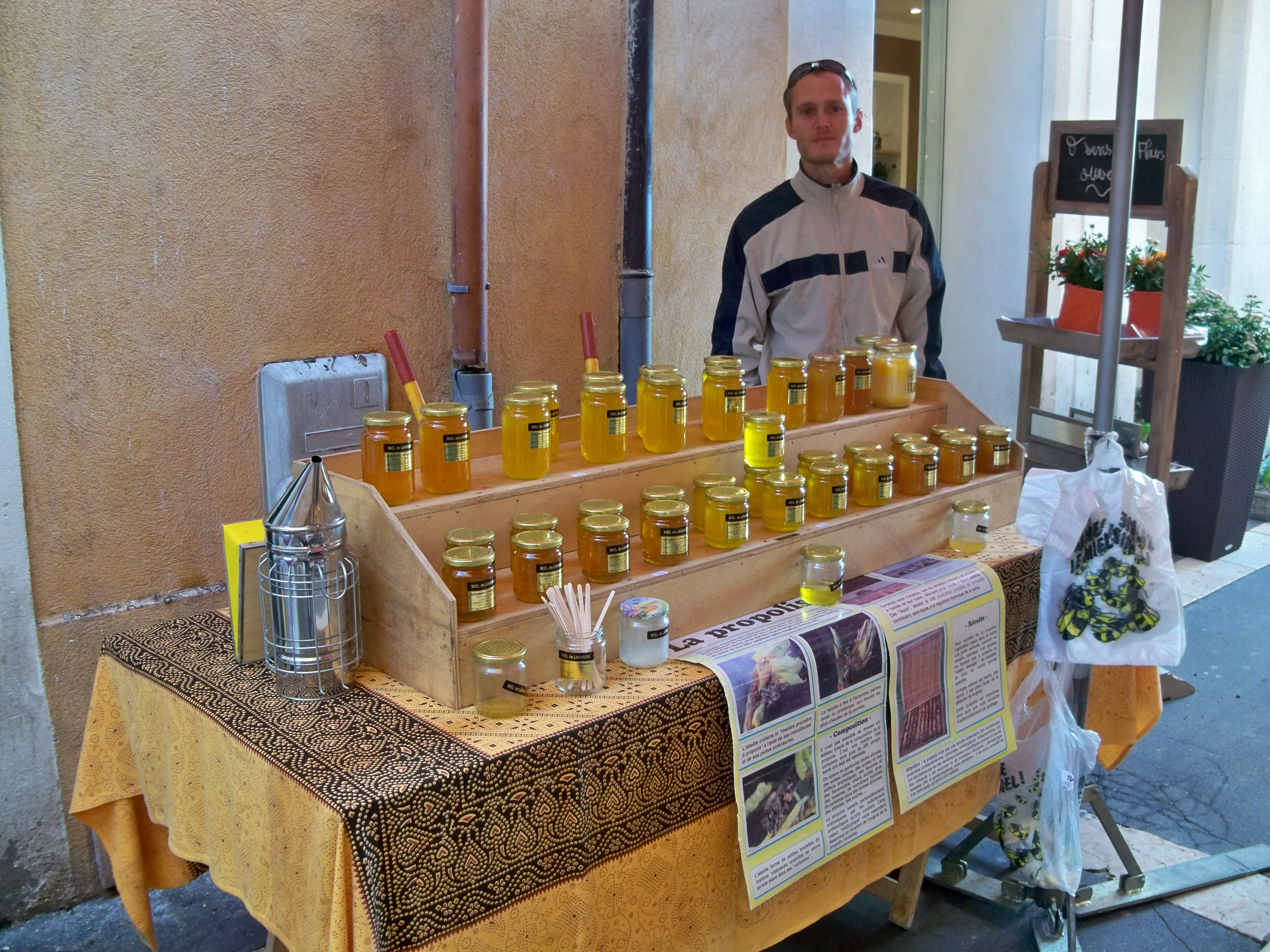
Étal garni de pots de miel de lavande d'un revendeur dans la rue Saint-Pierre

Il a lieu toute l'année et draine à lui tous les ressortissants des villages du Luberon et du plateau d'Albion. On sait que dès la fin du XIXe siècle, le Revest-du-Bion était relié à Apt, un jour par semaine, le samedi jour de marché justement. Le voyage aller durait 4 heures, celui du retour 10 heures. En pleine saison, ce sont plus de 350 exposants qui investissent toute la ville de la place de la Bouquerie jusqu'au Cours Lauze de Perret de 8 heures jusqu'à 12 h 30. L'affluence est telle au cours de l'été qu'il a été mis en place des navettes gratuites pour permettre à ceux qui viennent de l'extérieur de se rendre facilement en ville.
Ce marché hebdomadaire est sans doute en saison « le plus huppé de l'Hexagone puisque fréquenté par tout ce que la capitale compte d'artistes, d'écrivains et de politiques célèbres qui ont acheté aux alentours un petit mas à retaper ».

Le marché d'Apt au début du XXe siècle
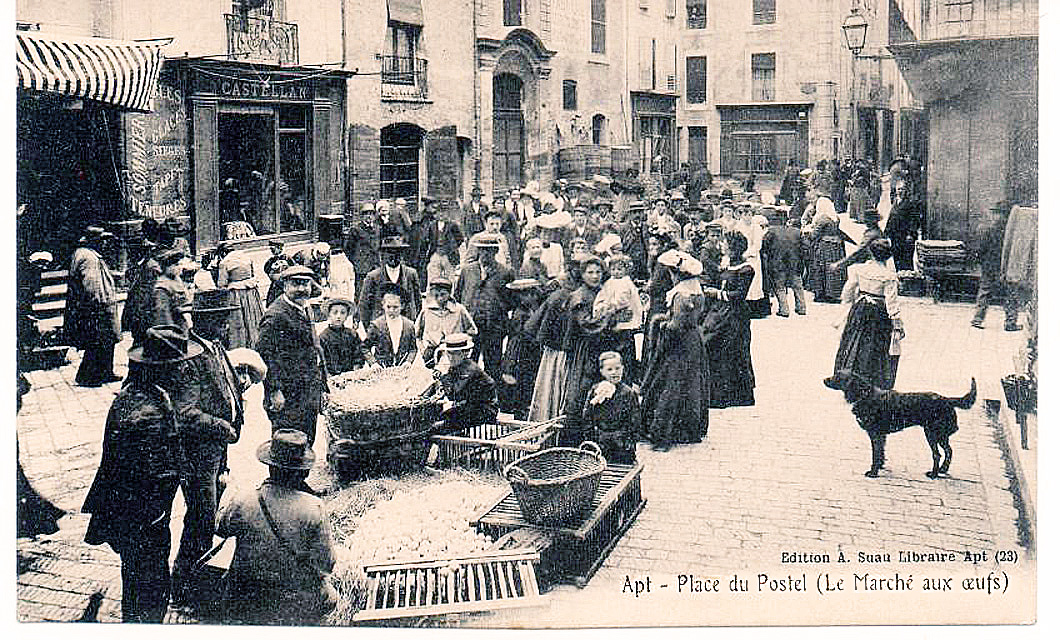
Le marché aux œufs sur la place du Postel
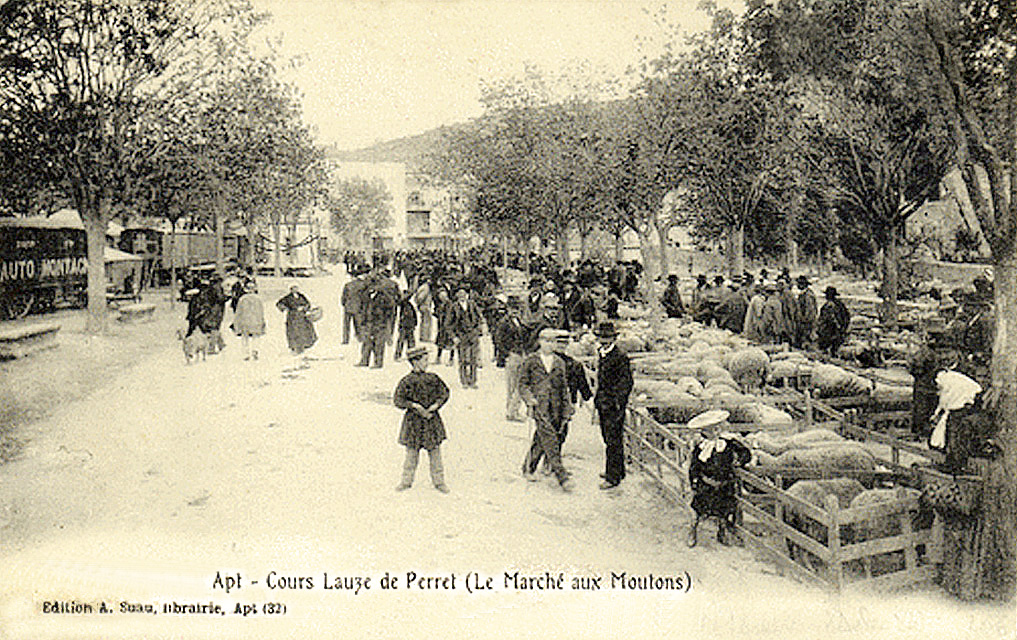
Le marché aux moutons sur le Cours
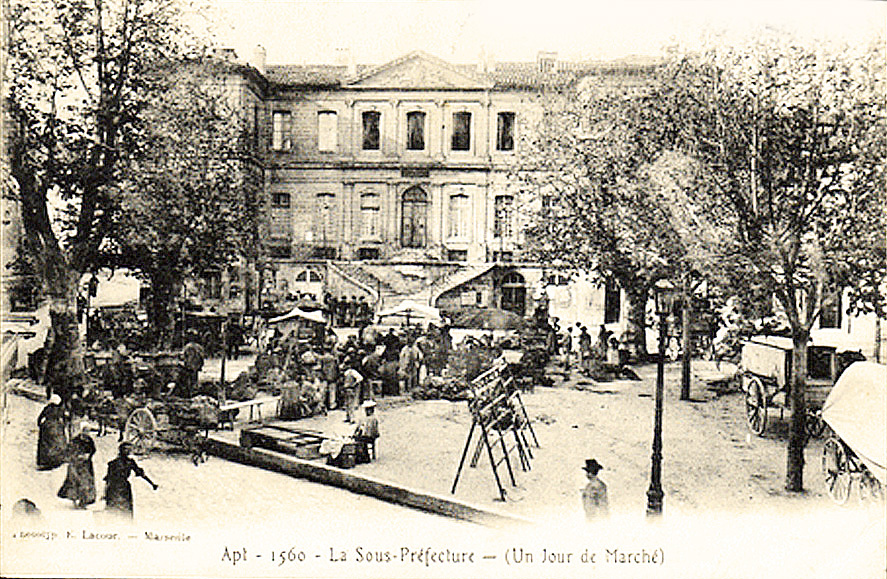
Le marché sur la place de la sous-préfecture

## Distinction
En 1996, le marché d'Apt a reçu le label « marché d’exception français » pour son atmosphère, sa permanence, et son originalité,.

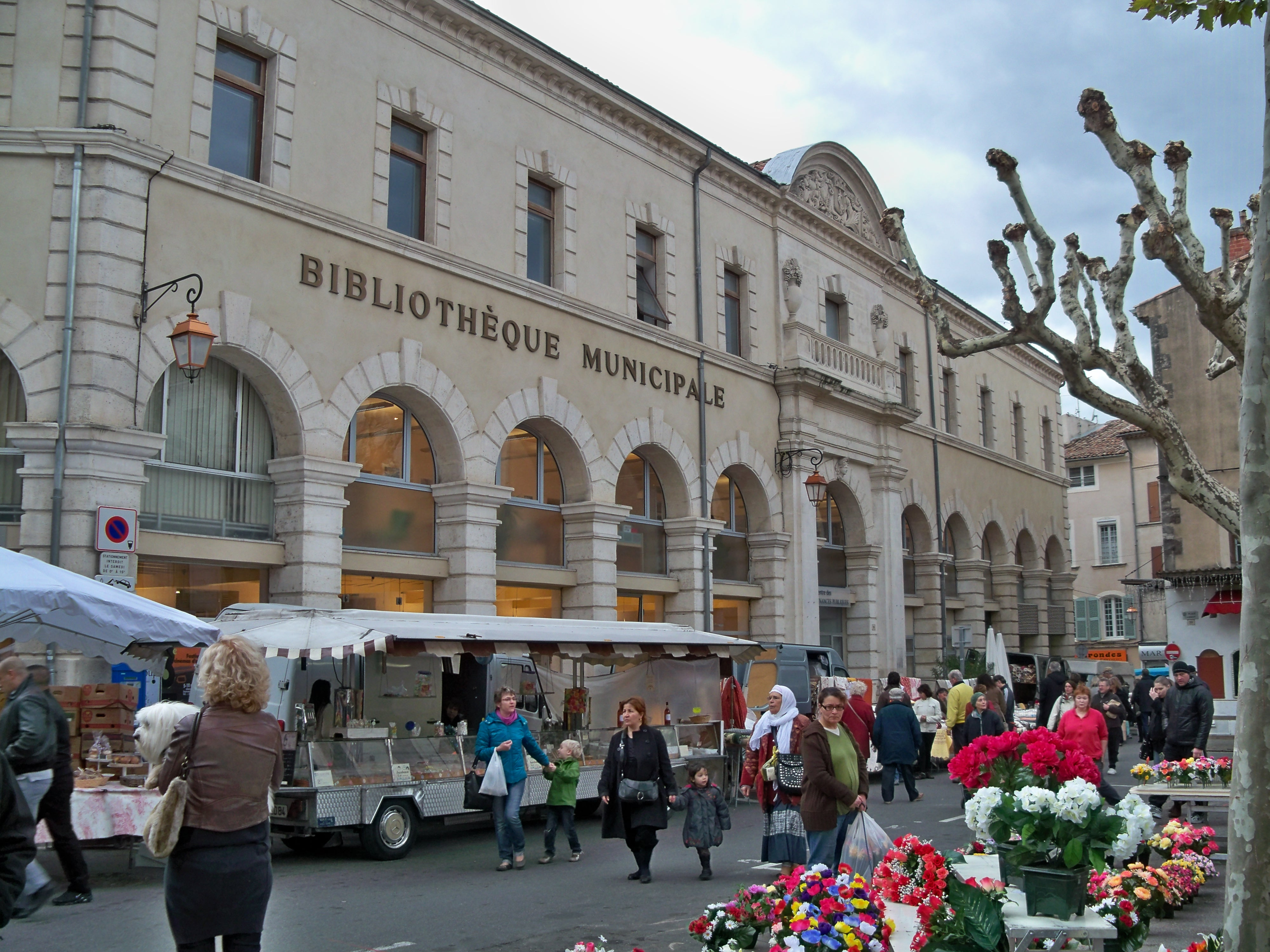
Marché du samedi au centre-ville
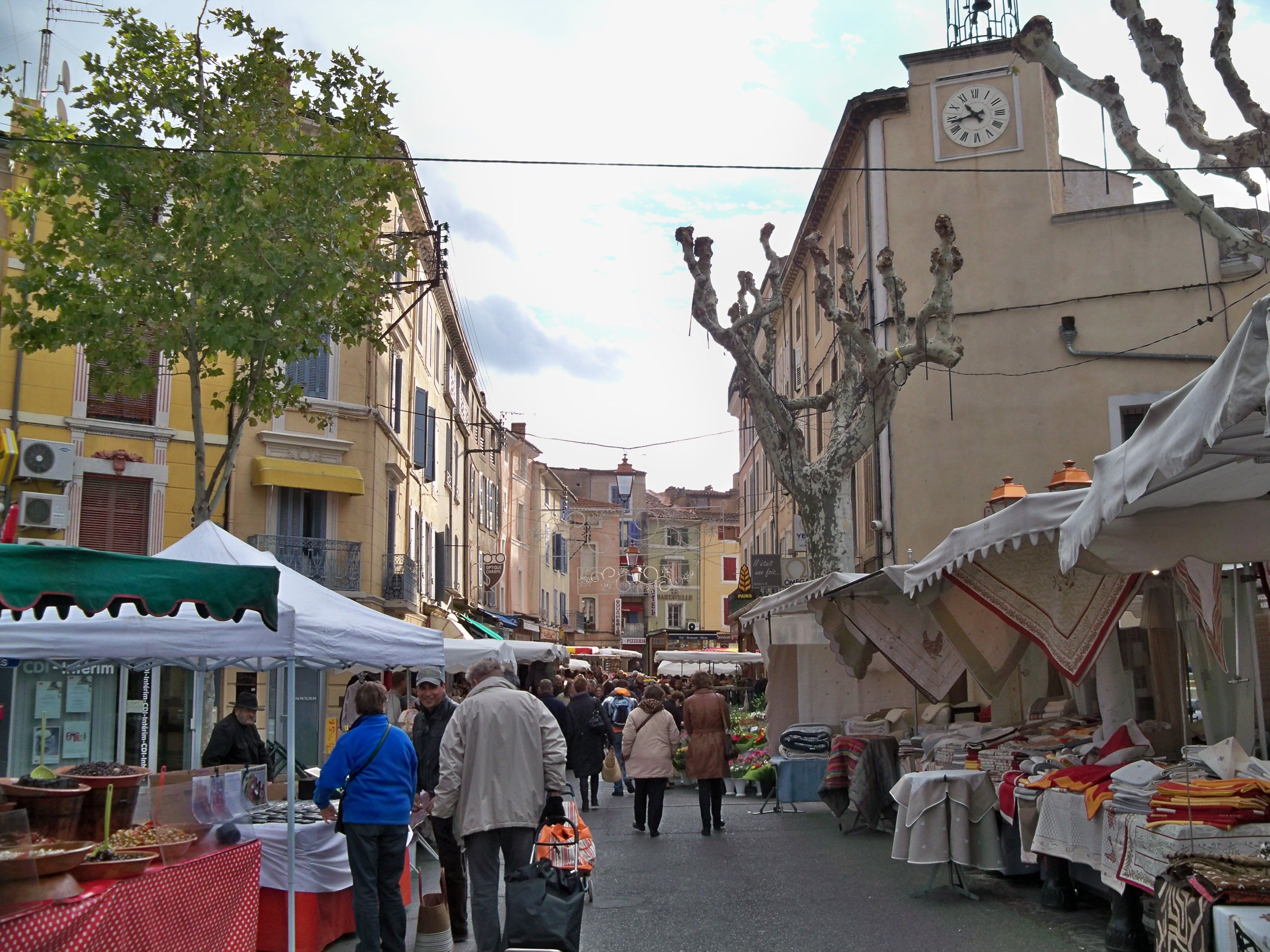
Vue du marché de la place de la Bouquerie
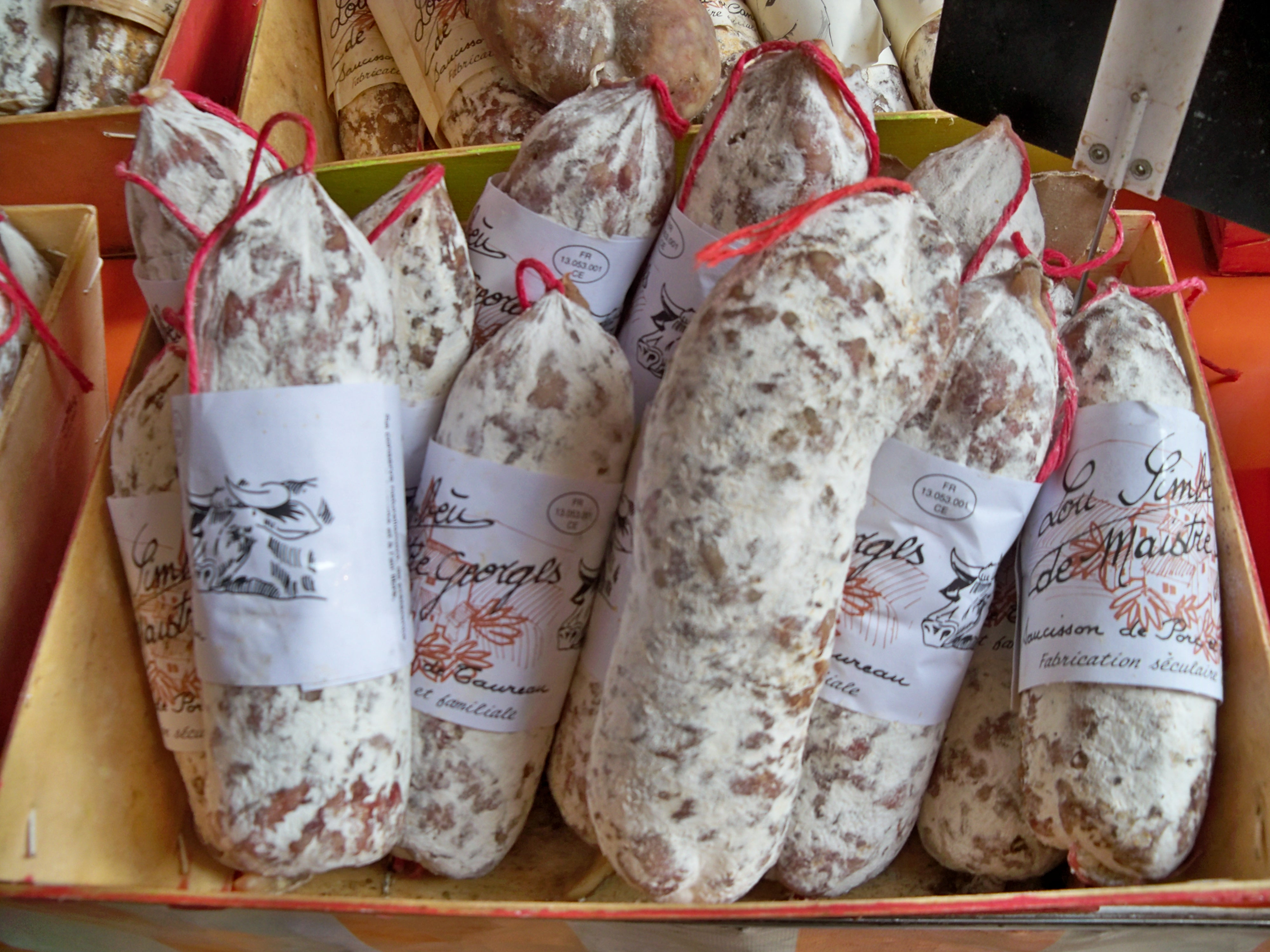
Un produit de terroir, le saucisson de taureau
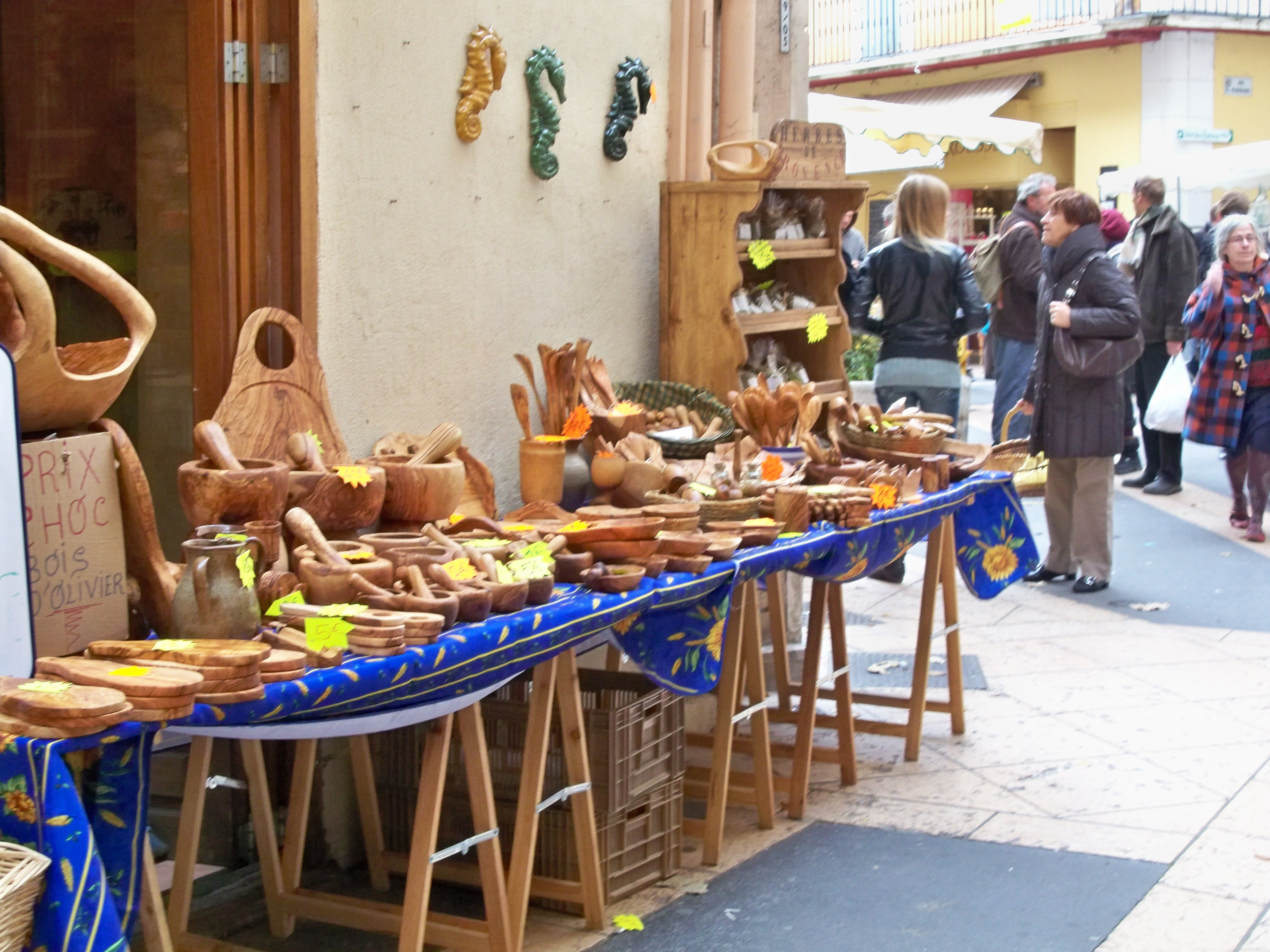
Différents articles en bois d'olivier
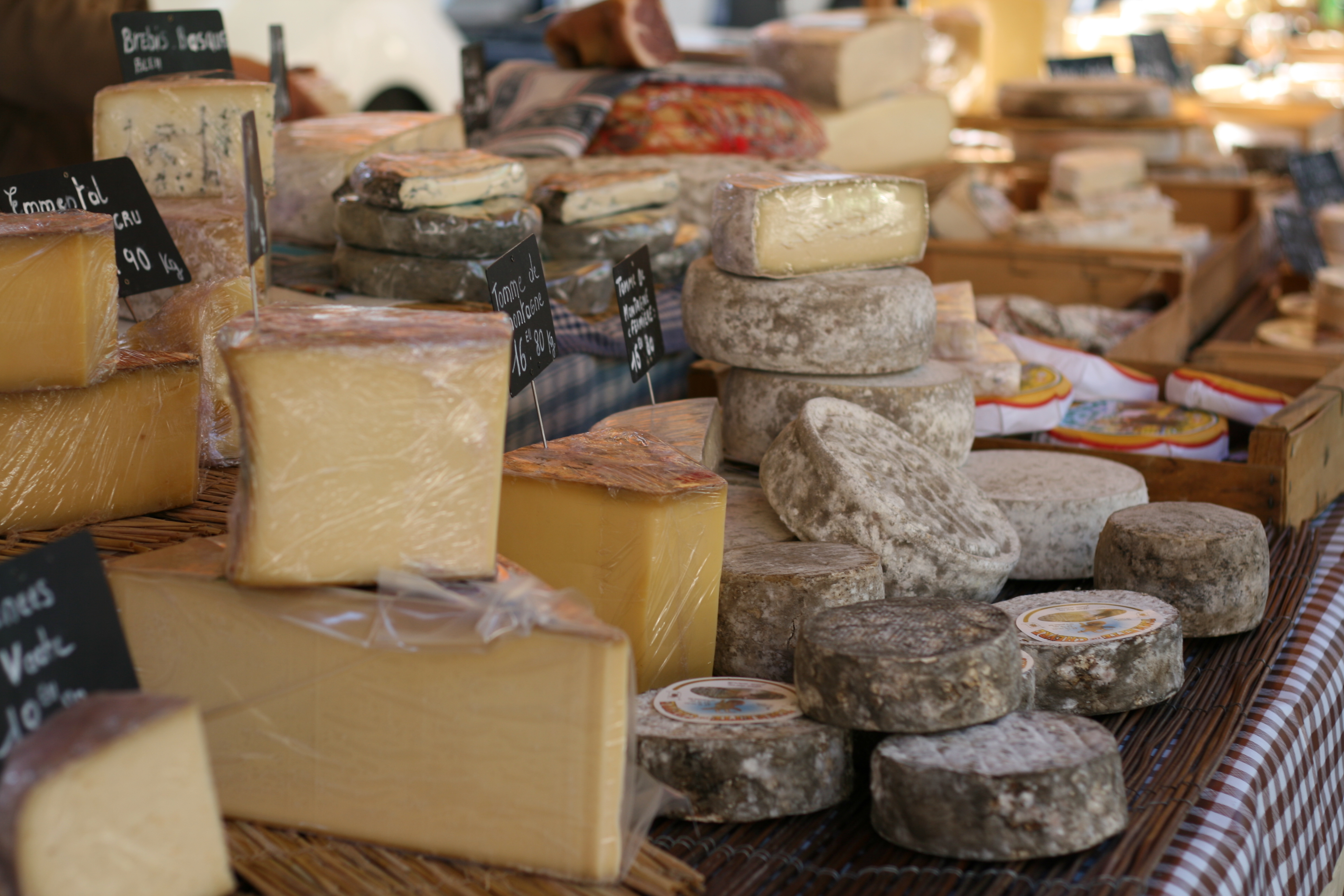
Fromages de Haute-Provence
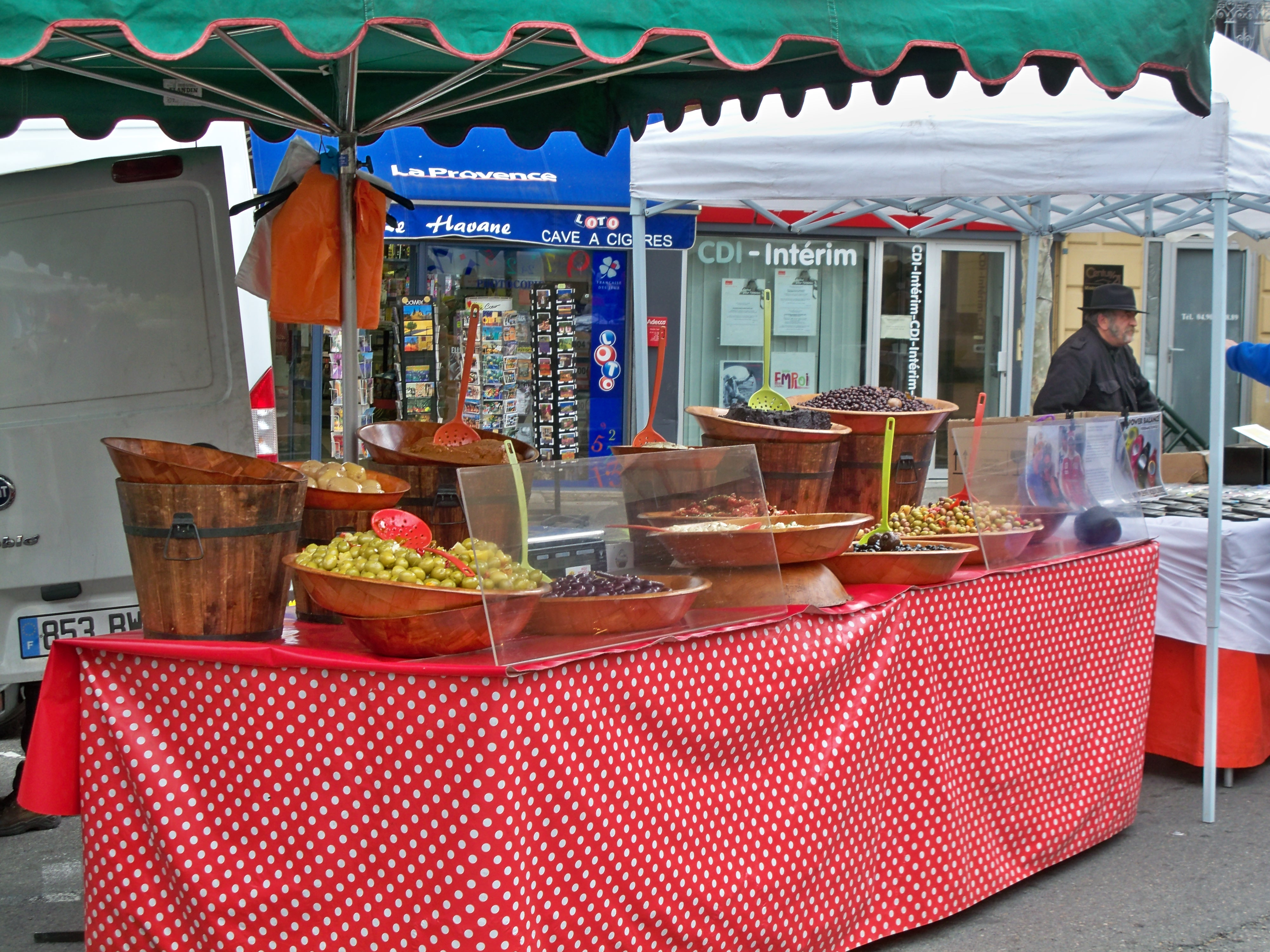
Étal d'olives en vrac au marché d'Apt
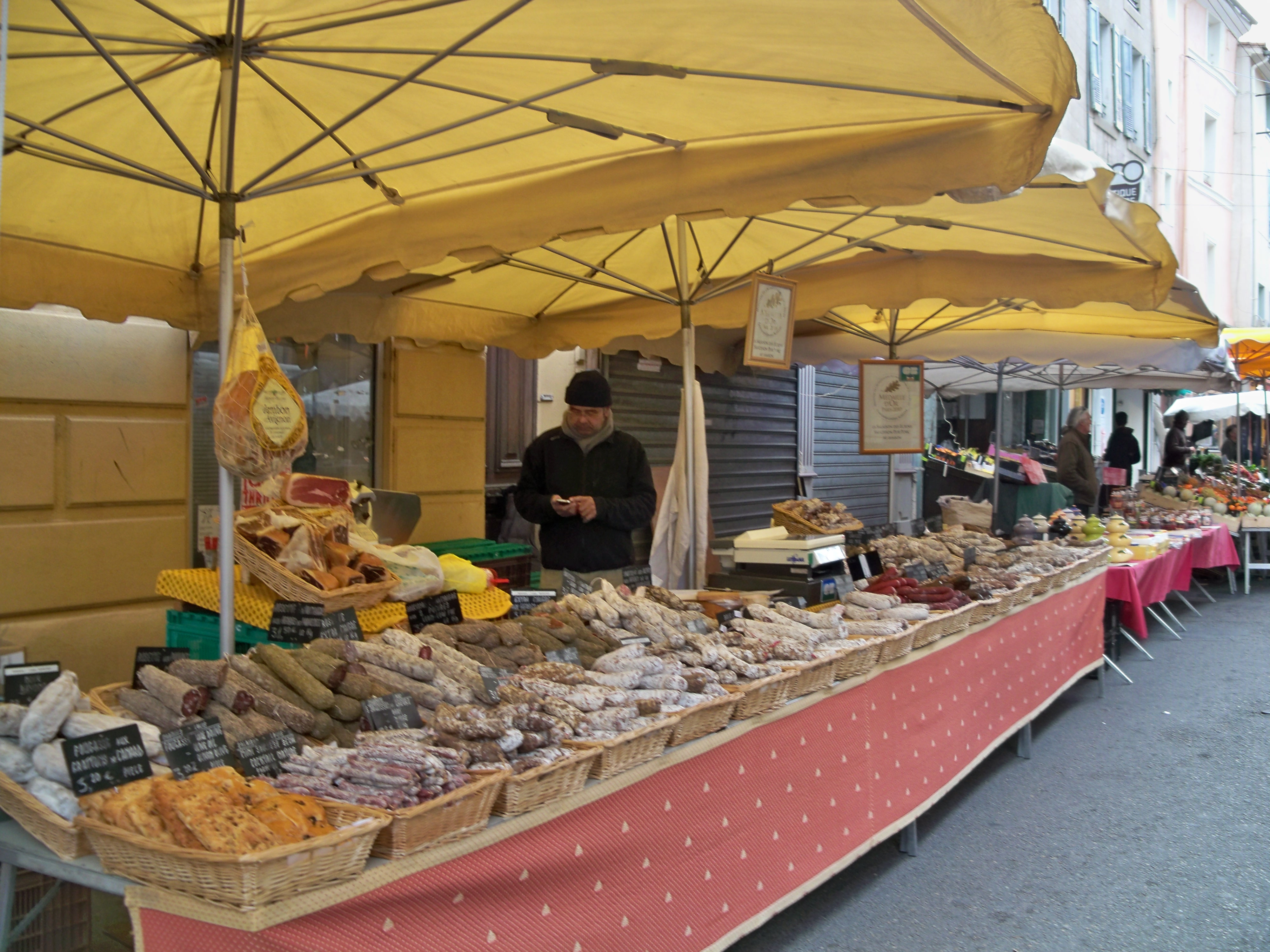
Étal d'un charcutier
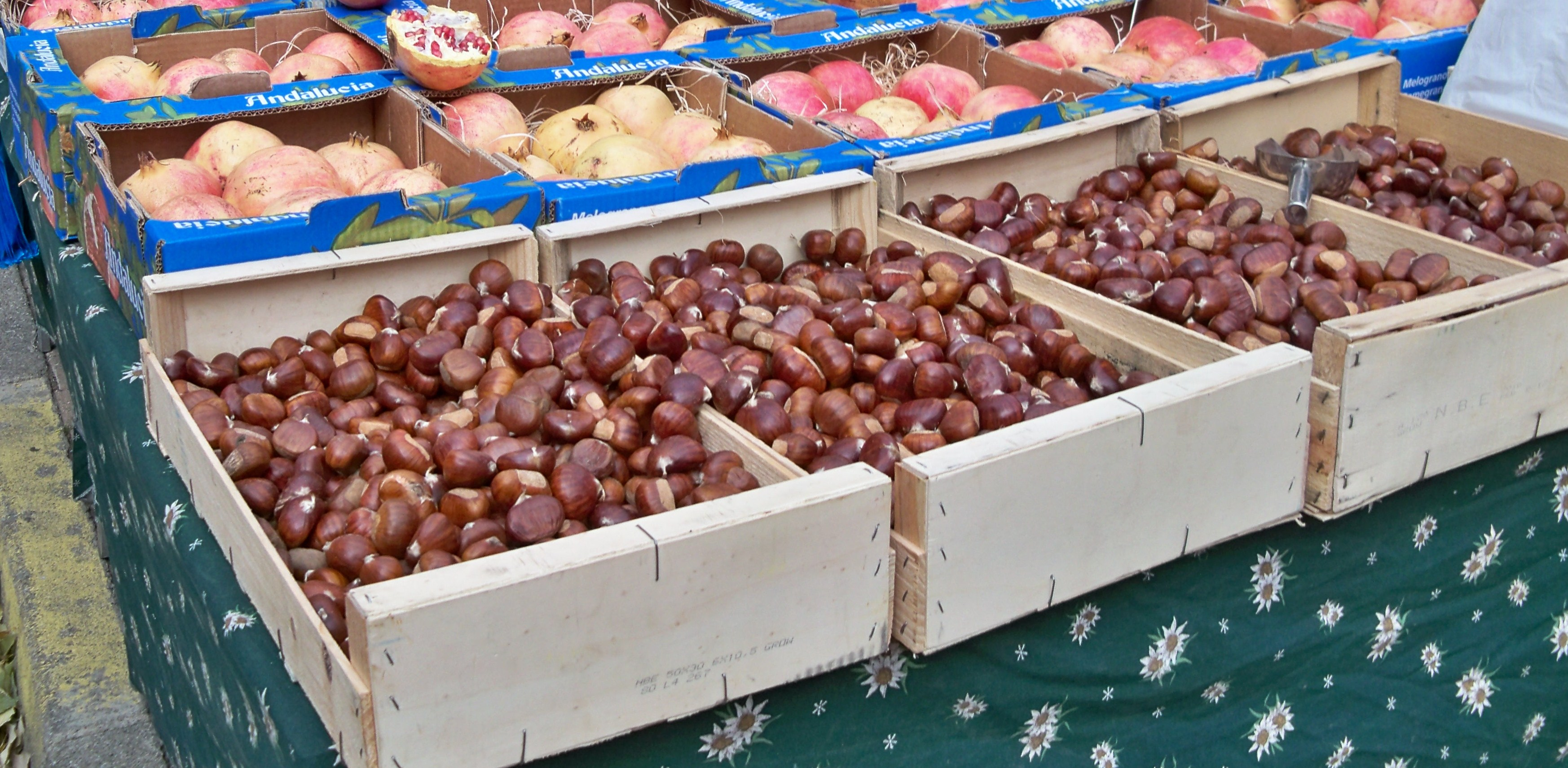
Châtaignes et grenades